# Sagami Rubber Industries
Sagami Rubber Industries — японская компания, производящая презервативы и медицинские изделия из резины и пластика. Известна благодаря выпускаемым презервативам под торговой маркой Sagami.

## История

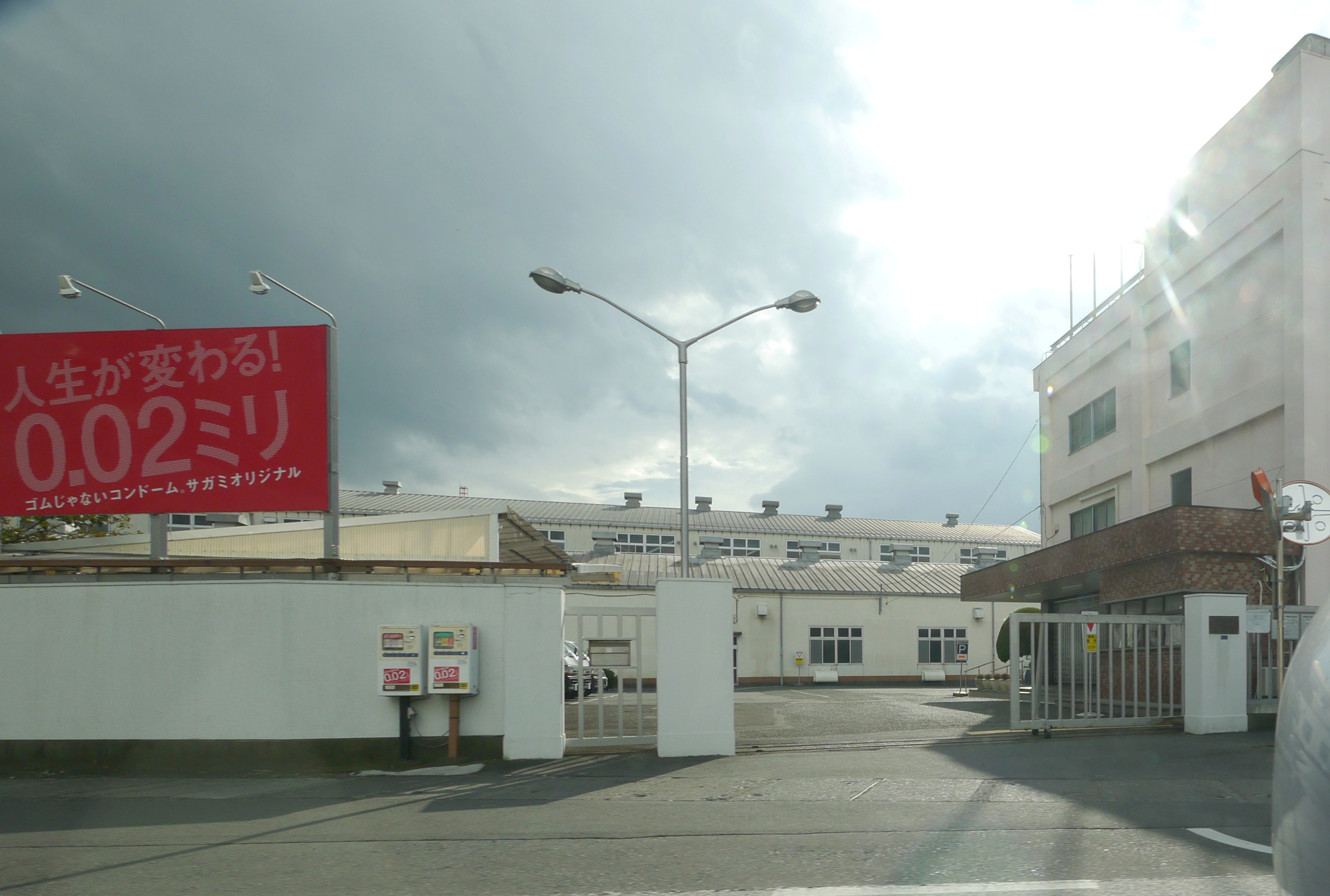
Центральный офис компании

Sagami Rubber Industries была основана в 1934 году. Компания изначально располагалась в Токио, но впоследствии была переведена в Ацуги. Согласно информации на сайте компании, латексные презервативы она начала производить в 1934 году, а полиуретановые — в 1998 году.
В 1970 году Sagami Rubber Industries производила презервативы как под торговыми знаками Yamanouchi Pharmaceutical Company и Tanabe Pharmaceutical Company, так и под собственными брендами. В этом же году компания произвела 2,2 млн гросс презервативов, из которых 1,09 млн пошли на экспорт.

## Деятельность
Sagami Rubber Industries имеет завод по производству презервативов в Малайзии. Также компания участвовала в совместном предприятии по строительству завода в Индонезии. Sagami Rubber Industries экспортирует свою продукцию в Юго-Восточную Азию и Европу. Так, по данным на 1993 год, компания монополизировала рынок презервативов в Швейцарии и две трети рынка во Франции и Скандинавии.

### Продукция
Sagami Rubber Industries в основном производит и продаёт презервативы, изготавливаемые из полиуретана (Sagami Original) и латекса (Sagami Xtreme). Также компания изготавливает наружные катетеры, внешнюю оболочку зондов и полиэтиленовую плёнку. Согласно сайту компании, она производит презервативы не только под собственным брендом Sagami, но и под торговыми знаками других компаний (например, Durex Deluxe и Vizit Nano-Tech).
По утверждению компании, она выпускает самые тонкие презервативы в мире. Так в 2005 году компанией были выпущены полиуретановые презервативы серии Sagami Original толщиной 0,02 мм, а в 2013 году — толщиной 0,01 мм.

### Оценки деятельности
В исследованиях, проведённых Всемирным банком в 1988 году, Sagami Rubber Industries (наряду с Ansell и London Rubber Industries) была названа крупнейшим поставщиком презервативов на международный рынок. В работах международной конференции Latex 2002, посвящённой латексу и его продуктам, компания вместе с Carter-Wallace и SSL International названа лидером по производству презервативов.

### Реклама
В 2009 году на Международном фестивале рекламы «Каннские львы» ролик Love distance, снятый для рекламной кампании Sagami Original 0.02, выиграл золото в категориях Film и PR.